# Stapelia montana
Stapelia montana är en oleanderväxtart som beskrevs av Leslie Larry Charles Leach. Stapelia montana ingår i släktet Stapelia och familjen oleanderväxter. Utöver nominatformen finns också underarten S. m. grossa.